# 2-아미노뮤코닉 세미알데하이드
2-아미노뮤코닉 세미알데하이드(영어: 2-aminomuconic semialdehyde)는 트립토판의 대사 과정에서의 대사 중간생성물이다.

## 같이 보기
- 뮤콘산
- 옴모크롬